# Трифоново (Челябинская область)
Три́фоново — деревня в Сосновском районе Челябинской области. Входит в состав Алишевского сельского поселения.

## География
Деревня расположена на берегу реки Миасс. Расстояние до районного центра чела Долгодеревенского 40 км.

## Население
| 2002 | 2010 |
| ---- | ---- |
| 36   | ↘19  |

По данным Всероссийской переписи, в 2010 году численность населения деревни составляла 19 человек (10 мужчин и 9 женщин).

## Улицы
Уличная сеть деревни состоит из 5 улиц.